# تپه ارو
تپه ارو (عرب) - کد (هـ. ۲۴) مربوط به پیش از دوران‌های تاریخی پس از اسلام است و در شهرستان هرسین، روستای کاشانتو واقع شده و این اثر در تاریخ ۲۴ فروردین ۱۳۸۲ با شمارهٔ ثبت ۸۱۴۱ به‌عنوان یکی از آثار ملی ایران به ثبت رسیده است.